# العلاقات الجورجية النيوزيلندية
العلاقات الجورجية النيوزيلندية هي العلاقات الثنائية التي تجمع بين جورجيا ونيوزيلندا.

## مقارنة بين البلدين
هذه مقارنة عامة ومرجعية للدولتين:
| وجه المقارنة                                              | جورجيا                          | نيوزيلندا                                              |
| --------------------------------------------------------- | ------------------------------- | ------------------------------------------------------ |
| المساحة (كم2)                                             | 69.70 ألف                       | 268.02 ألف                                             |
| عدد السكان (نسمة)                                         | 3.72 مليون                      | 4.24 مليون                                             |
| الكثافة السكانية (ن./كم²)                                 | 53.37                           | 15.82                                                  |
| العاصمة                                                   | تبليسي، كوتايسي                 | ويلينغتون، أوكلاند                                     |
| اللغة الرسمية                                             | اللغة الجورجية، اللغة الأبخازية | لغة إنجليزية، اللغة الماورية، لغة الإشارة النيوزيلندية |
| العملة                                                    | لاري جورجي                      | دولار نيوزيلندي، الجنيه النيوزيلندي                    |
| الناتج المحلي الإجمالي (بليون دولار)                      | 15.16 مليار                     | 205.85 مليار                                           |
| الناتج المحلي الإجمالي (تعادل القوة الشرائية) بليون دولار | 35.68 مليار                     |                                                        |
| الناتج المحلي الإجمالي الاسمي للفرد دولار أمريكي          | 3.79 ألف                        |                                                        |
| الناتج المحلي الإجمالي للفرد دولار أمريكي                 |                                 |                                                        |
| مؤشر التنمية البشرية                                      | 0.754                           | 0.914                                                  |
| رمز المكالمات الدولي                                      | +995                            | +64                                                    |
| رمز الإنترنت                                              | .ge، .გე ‏                       | .nz                                                    |
| المنطقة الزمنية                                           | ت ع م+04:00                     | ت ع م+13:00، ت ع م+12:00                               |

## منظمات دولية مشتركة
يشترك البلدان في عضوية مجموعة من المنظمات الدولية، منها:
| علم المنظمة | اسم المنظمة                   | تاريخ انضمام جورجيا | تاريخ انضمام نيوزيلندا |
| ----------- | ----------------------------- | ------------------- | ---------------------- |
|             | يونسكو                        | 7 أكتوبر 1992       | 4 نوفمبر 1946          |
|             | الفريق المعني برصد الأرض      | ?                   | ?                      |
|             | مؤسسة التمويل الدولية         | 29 يونيو 1995       | 31 أغسطس 1961          |
|             | مؤسسة التنمية الدولية         | 31 أغسطس 1993       | 1 أكتوبر 1974          |
|             | منظمة التجارة العالمية        | 14 يونيو 2000       | ?                      |
|             | الاتحاد البريدي العالمي       | ?                   | ?                      |
|             | الاتحاد الدولي للاتصالات      | 7 يناير 1993        | 3 يونيو 1878           |
|             | الأمم المتحدة                 | 31 يوليو 1992       | 24 أكتوبر 1945         |
|             | البنك الدولي للإنشاء والتعمير | 7 أغسطس 1992        | 31 أغسطس 1961          |
|             | المنظمة الهيدروغرافية الدولية | ?                   | ?                      |

## وصلات خارجية
- موقع وزارة الخارجية الجورجية
- موقع وزارة الخارجية النيوزيلندية